# 2888 Hodgson
2888 Hodgson è un asteroide della fascia principale. Scoperto nel 1982, presenta un'orbita caratterizzata da un semiasse maggiore pari a 2,2574069 UA e da un'eccentricità di 0,1322695, inclinata di 7,62425° rispetto all'eclittica.